# منطقه توکستپک
منطقه توکستپک (به اسپانیایی: Tuxtepec District) یک منطقهٔ مسکونی در مکزیک است که در اوآخاکا واقع شده‌است.

## نگارخانه

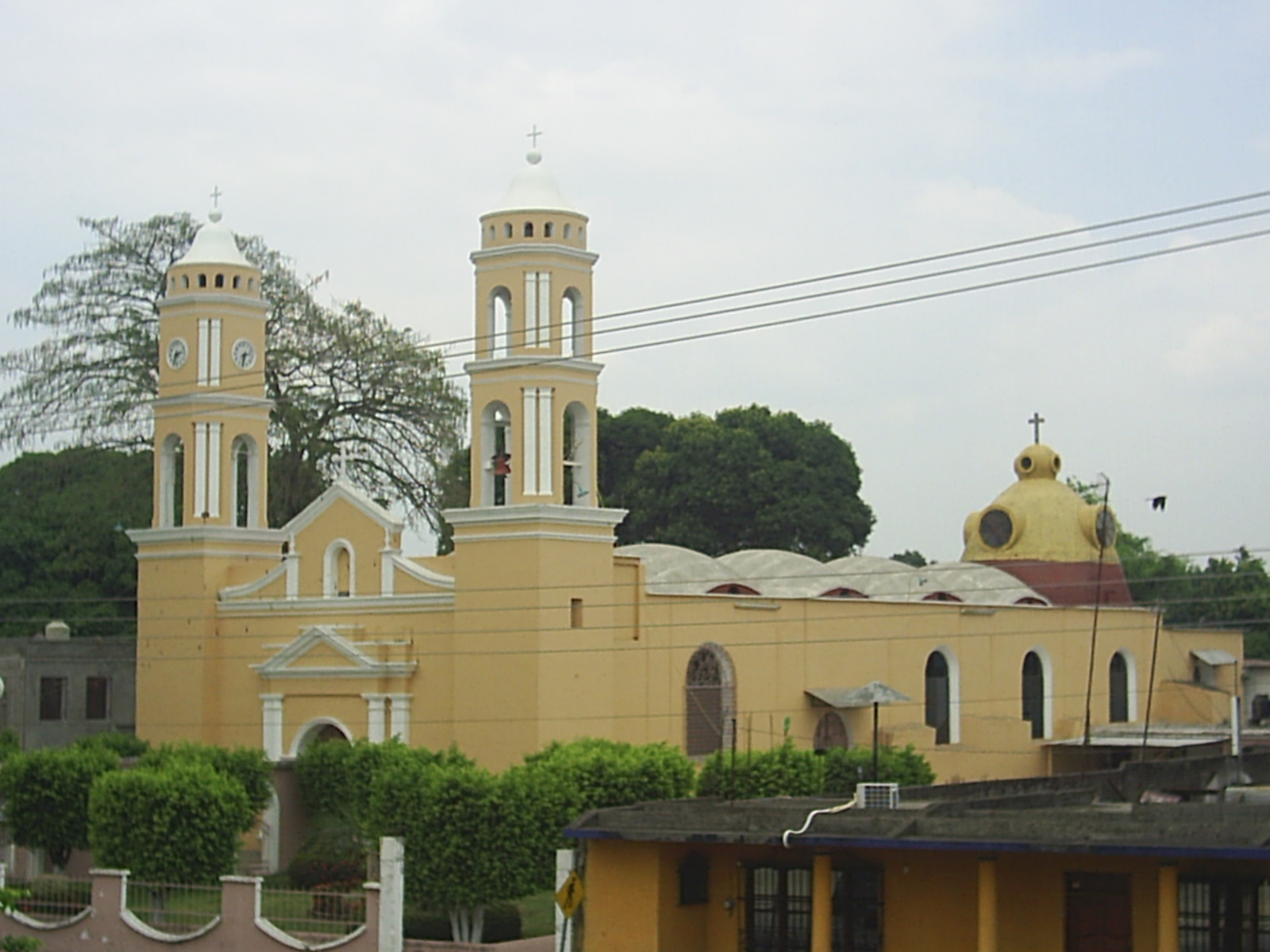
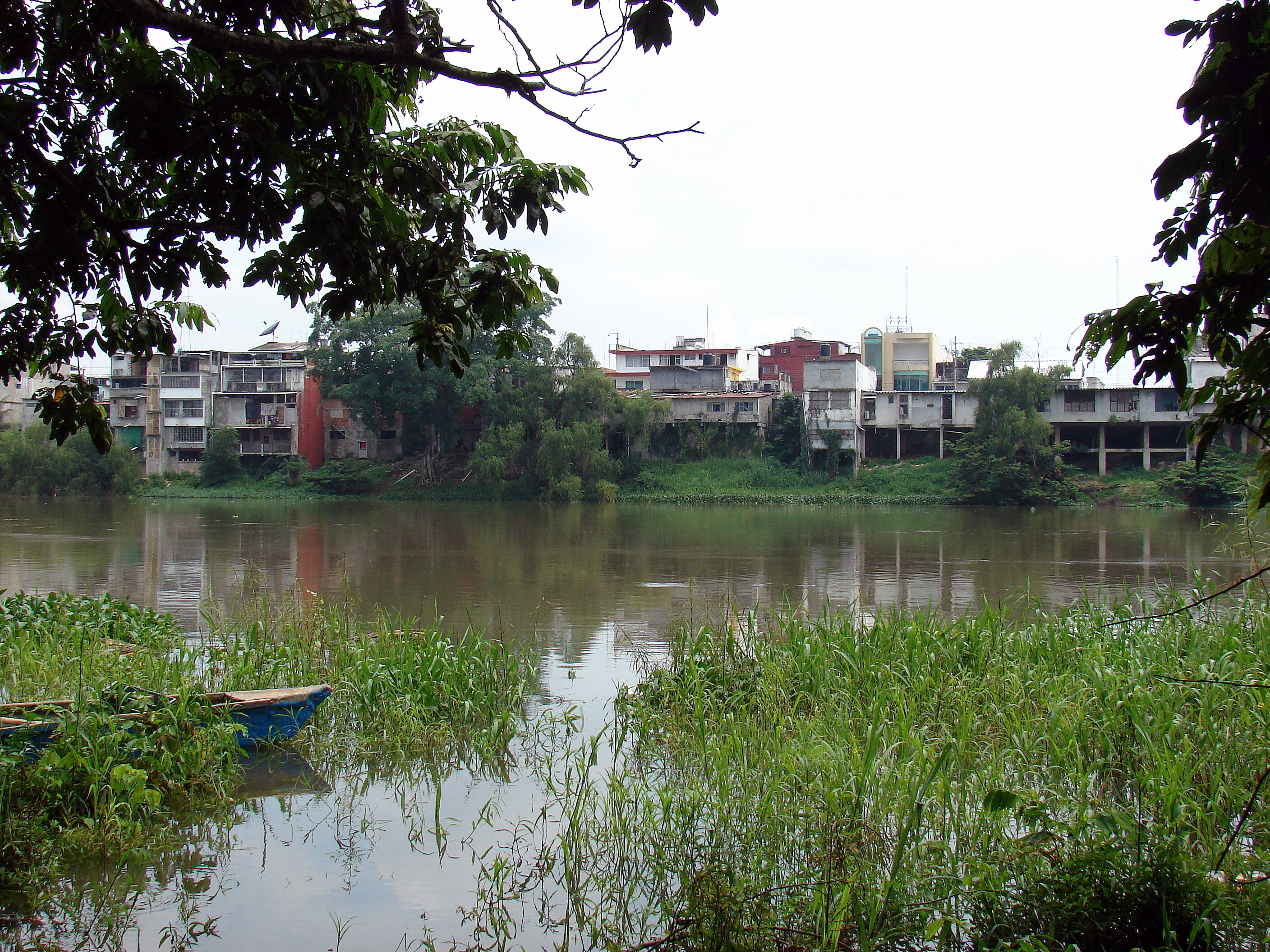
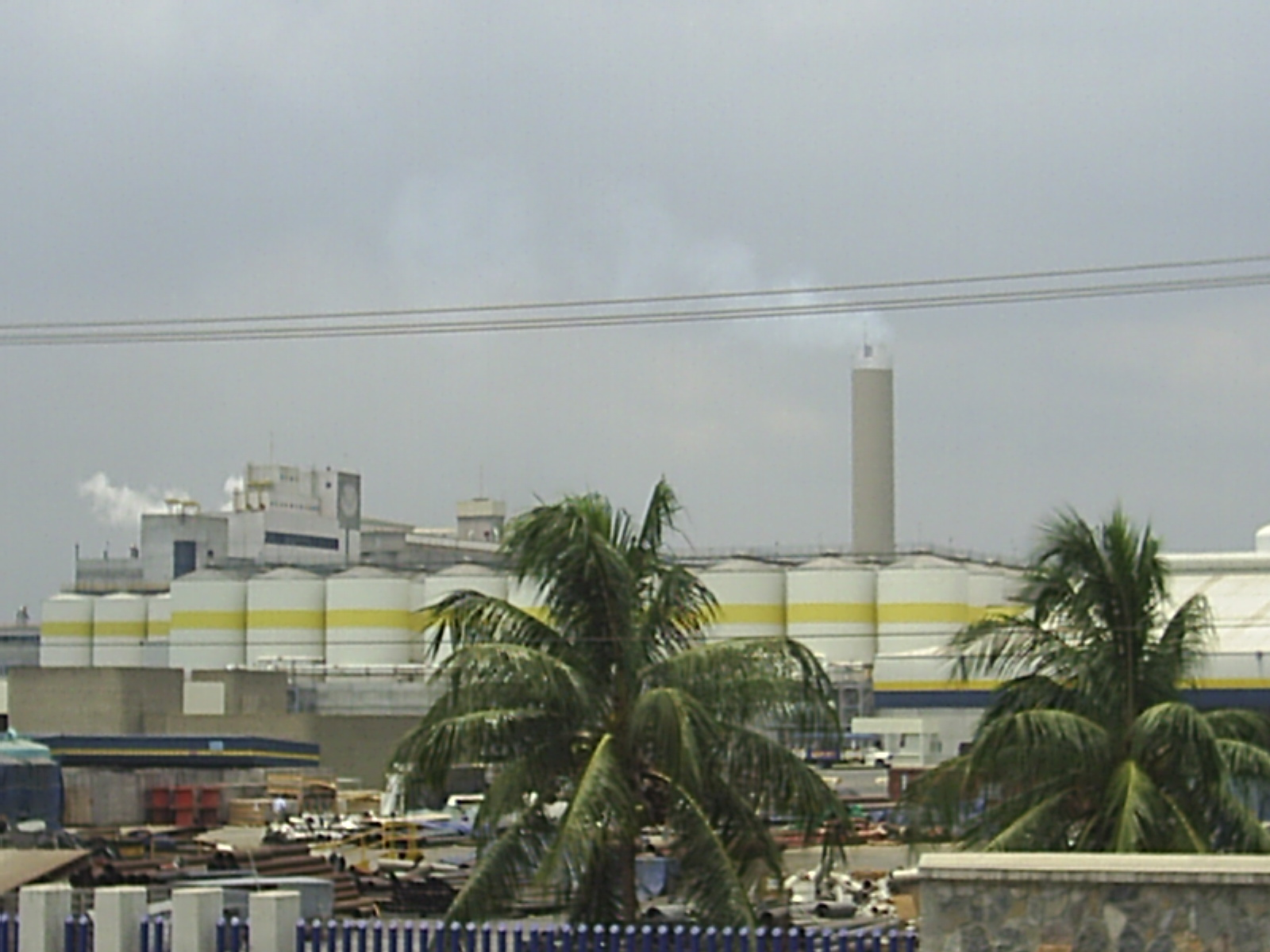
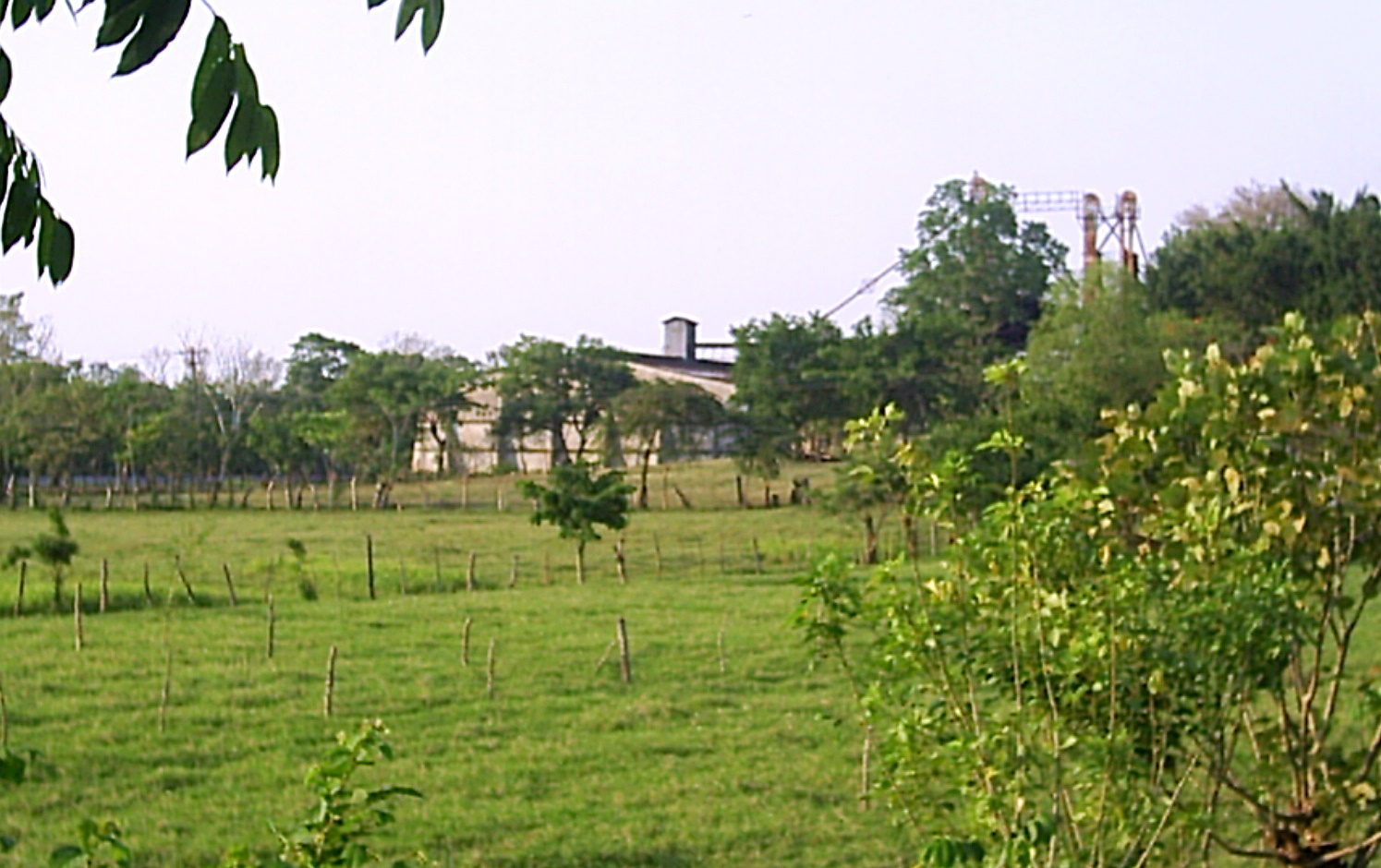